# Samuil Moisejevič Majkapar
Samuil Moisejevič Majkapar (18. prosince 1867 Cherson – 8. května 1938 Leningrad) byl ruský romantický skladatel, klavírista, profesor hudby na Petrohradské konzervatoři a autor řady klavírních cvičení.

## Život
Narodil ve městě Cherson a své dětství strávil ve městě Taganrog. V šesti letech začal studovat hru na klavír, jeho učitelem byl Gaetano Molla, ředitel italské opery v Taganrogu. Po absolutoriu gymnázia v roce 1885 se zapsal na konzervatoř v Petrohradě. Zároveň také studoval práva na Petrohradské universitě, kde promoval v roce 1891, ale advokacii se dlouho nevěnoval. Na konzervatoři ho učili např. Beniamino Cesi a Nikolaj Solovjov, diplom obdržel v roce 1893. Dále zdokonaloval své klavírní dovednosti u Teodora Leszetyckého až do roku 1898. V této době také koncertoval v Berlíně, Lipsku, Petrohradu, Moskvě,Taganrogu a dalších městech.V letech 1898 až 1901 koncertoval s Leopoldem Auerem v Petrohradu a Janem Hřímalým v Moskvě. V roce 1901 založil vlastní hudební školu ve městě Tver. Byl také aktivním účastníkem a tajemníkem vědecko-hudebního kruhu Sergeje Tanějeva v Moskvě. V letech 1903–1910 žil a koncertoval v Německu. Poté se vrátil do Petrohradu, kde mu bylo nabídnuto místo učitele klavíru na konzervatoři. V roce 1915 se stal profesorem hudby na Petrohradské konzervatoři. Kromě pedagogické činnosti koncertoval a komponoval a věnoval se vědecké činnosti. V roce 1927 při příležitosti oslav Beethovenova výročí měl v malém sále konzervatoře sedm koncertů po sobě, při nichž přehrál všech 32 Beethovenových klavírních sonát. To je považováno za jeho nejvýznamnější hudební počin. Práci na konzervatoři opustil v roce 1929 kvůli špatnému zdraví, dále se věnoval hlavně teoretické a metodologické činnosti. V Petrohradě také zemřel.

## Tvorba
Majkapar složil přes tři sta hudebních děl a napsal několik vědeckých prací.
Významnější skladby:
- Birjulki (26 skladeb)
- Dvenadcat’ al’bomnych listov
- Malen'kije novelly
- Teatr marionetok

Jeho autobiografie, Gody učenija (Roky studia), byla publikována v Moskvě v roce 1938.